# Kaskamus Njakajaure
Kaskamus Njakajaure är en sjö i Kiruna kommun i Lappland och ingår i Torneälvens huvudavrinningsområde. Sjön har en area på 0,16 kvadratkilometer och ligger 568,9 meter över havet. Kaskamus Njakajaure ligger i Torneträsk-Soppero fjällurskog Natura 2000-område.

## Delavrinningsområde
Kaskamus Njakajaure ingår i det delavrinningsområde (758709-168627) som SMHI kallar för Mynnar i Stalojåkka. Medelhöjden är 582 meter över havet och ytan är 33,56 kvadratkilometer. Det finns inga avrinningsområden uppströms utan avrinningsområdet är högsta punkten. Latnjejåkka som avvattnar avrinningsområdet har biflödesordning 3, vilket innebär att vattnet flödar genom totalt 3 vattendrag innan det når havet efter 452 kilometer. Avrinningsområdet består mestadels av skog (77 procent) och kalfjäll (11 procent). Avrinningsområdet har 2,16 kvadratkilometer vattenytor vilket ger det en sjöprocent på 6,4 procent.